# Zoarcidae
Zoarcidae, porodica isključivo morskih grgečki iz podreda Cottoidei. Žive od morima od Arktika pa do Antarktika. Narastu maksimalno 1,1 metar dužine (vrsta Zoarces americanus; sinonim Macrozoarces americanus). Leđna i analna peraja su duge i s repnom čine neprekuinutu cjelinu. Tri vrste ove porodice su ovoviviparne, a ostali zoarcidi su oviparni. Vole duboke vode u zonama plime 
Porodica se sastoji od 60 rodova s ukupno 202 vrste od kojih je 6 otkriveno 2012. Prvu vrstu među njima opisao je Linnaeus 1758., Zoarces viviparus.

## Vrste
1. Aiakas kreffti Gosztonyi, 1977
2. Aiakas zinorum Anderson & Gosztonyi, 1991
3. Andriashevia aptera Fedorov & Neyelov, 1978
4. Argentinolycus elongatus (Smitt, 1898)
5. Austrolycus depressiceps Regan, 1913
6. Austrolycus laticinctus (Berg, 1895)
7. Barbapellis pterygalces Iglésias, Dettai & Ozouf-Costaz, 2012
8. Bellingshausenia olasoi Matallanas, 2009
9. Bentartia cinerea Matallanas, 2010
10. Bilabria gigantea Anderson & Imamura, 2008
11. Bilabria ornata (Soldatov, 1922)
12. Bothrocara brunneum (Bean, 1890)
13. Bothrocara elongatum (Garman, 1899)
14. Bothrocara hollandi (Jordan & Hubbs, 1925)
15. Bothrocara molle 	Bean, 1890
16. Bothrocara nyx Stevenson & Anderson, 2005
17. Bothrocara pusillum (Bean, 1890)
18. Bothrocara soldatovi (Schmidt, 1950)
19. Bothrocara tanakae (Jordan & Hubbs, 1925)
20. Bothrocarina microcephala (Schmidt, 1938)
21. Bothrocarina nigrocaudata Suvorov, 1935
22. Crossostomus chilensis (Regan, 1913)
23. Crossostomus fasciatus (Lönnberg, 1905)
24. Dadyanos insignis (Steindachner, 1898)
25. Davidijordania brachyrhyncha (Schmidt, 1904)
26. Davidijordania jordaniana Schmidt, 1936
27. Davidijordania lacertina (Pavlenko, 1910)
28. Davidijordania poecilimon (Jordan & Fowler, 1902)
29. Davidijordania yabei Anderson & Imamura, 2008
30. Derepodichthys alepidotus Gilbert, 1896
31. Dieidolycus adocetus Anderson, 1994
32. Dieidolycus gosztonyii Anderson & PequeÃ±o, 1998
33. Dieidolycus leptodermatus Anderson, 1988
34. Ericandersonia sagamia Shinohara & Sakurai, 2006
35. Eucryphycus californicus (Starks & Mann, 1911)
36. Eulophias koreanus Kwun & Kim, 2012
37. Eulophias owashii Okada & Suzuki, 1954
38. Eulophias tanneri Smith, 1902
39. Exechodontes daidaleus DeWitt, 1977
40. Gosztonyia antarctica Matallanas, 2009
41. Gymnelopsis brashnikovi Soldatov, 1922
42. Gymnelopsis brevifenestrata Anderson, 1982
43. Gymnelopsis humilis Nazarkin & Chernova, 2003
44. Gymnelopsis ocellata Soldatov, 1922
45. Gymnelopsis ochotensis (Popov, 1931)
46. Gymnelus andersoni Chernova, 1998
47. Gymnelus diporus Chernova, 2000
48. Gymnelus esipovi Chernova, 1999
49. Gymnelus gracilis Chernova, 2000
50. Gymnelus hemifasciatus Andriashev, 1937
51. Gymnelus obscurus Chernova, 2000
52. Gymnelus pauciporus Anderson, 1982
53. Gymnelus popovi (Taranetz & Andriashev, 1935)
54. Gymnelus retrodorsalis Le Danois, 1913
55. Gymnelus soldatovi Chernova, 2000
56. Gymnelus taeniatus Chernova, 1999
57. Gymnelus viridis 	(Fabricius, 1780)
58. Hadropareia middendorffii Schmidt, 1904
59. Hadropareia semisquamata Andriashev & Matyushin, 1989
60. Hadropogonichthys lindbergi Fedorov, 1982
61. Iluocoetes fimbriatus Jenyns, 1842
62. Japonolycodes abei (Matsubara, 1936)
63. Krusensterniella maculata Andriashev, 1938
64. Krusensterniella multispinosa Soldatov, 1922
65. Krusensterniella notabilis Schmidt, 1904
66. Krusensterniella pavlovskii Andriashev, 1955
67. Letholycus magellanicus 	Anderson, 1988
68. Letholycus microphthalmus (Norman, 1937)
69. Leucogrammolycus brychios Mincarone & Anderson, 2008
70. Lycenchelys alba (Vaillant, 1888)
71. Lycenchelys albeola Andriashev, 1958
72. Lycenchelys albomaculata Toyoshima, 1983
73. Lycenchelys alta 	Toyoshima, 1985
74. Lycenchelys antarctica Regan, 1913
75. Lycenchelys aratrirostris Andriashev & Permitin, 1968
76. Lycenchelys argentina Marschoff, Torno & Tomo, 1977
77. Lycenchelys aurantiaca Shinohara & Matsuura, 1998
78. Lycenchelys bachmanni Gosztonyi, 1977
79. Lycenchelys bellingshauseni Andriashev & Permitin, 1968
80. Lycenchelys bullisi Cohen, 1964
81. Lycenchelys callista Anderson, 1995
82. Lycenchelys camchatica (Gilbert & Burke, 1912)
83. Lycenchelys chauliodus Anderson, 1995
84. Lycenchelys cicatrifer (Garman, 1899)
85. Lycenchelys crotalinus (Gilbert, 1890)
86. Lycenchelys fedorovi Anderson & Balanov, 2000
87. Lycenchelys folletti Anderson, 1995
88. Lycenchelys hadrogeneia Anderson, 1995
89. Lycenchelys hippopotamus Schmidt, 1950
90. Lycenchelys hureaui (Andriashev, 1979)
91. Lycenchelys imamurai Anderson, 2006
92. Lycenchelys incisa (Garman, 1899)
93. Lycenchelys jordani (Evermann & Goldsborough, 1907)
94. Lycenchelys kolthoffi Jensen, 1904
95. Lycenchelys lonchoura Anderson, 1995
96. Lycenchelys maculata Toyoshima, 1985
97. Lycenchelys makushok Fedorov & Andriashev, 1993
98. Lycenchelys maoriensis Andriashev & Fedorov, 1986
99. Lycenchelys melanostomias Toyoshima, 1983
100. Lycenchelys micropora Andriashev, 1955
101. Lycenchelys monstrosa Anderson, 1982
102. Lycenchelys muraena (Collett, 1878)
103. Lycenchelys nanospinata Anderson, 1988
104. Lycenchelys nigripalatum DeWitt & Hureau, 1979
105. Lycenchelys novaezealandiae Anderson & Møller, 2007
106. Lycenchelys parini Fedorov, 1995
107. Lycenchelys paxillus (Goode & Bean, 1879)
108. Lycenchelys pearcyi Anderson, 1995
109. Lycenchelys pentactina Anderson, 1995
110. Lycenchelys pequenoi Anderson, 1995
111. Lycenchelys peruana Anderson, 1995
112. Lycenchelys platyrhina (Jensen, 1902)
113. Lycenchelys plicifera Andriashev, 1955
114. Lycenchelys polyodon Anderson & Møller, 2007
115. Lycenchelys porifer (Gilbert, 1890)
116. Lycenchelys rassi Andriashev, 1955
117. Lycenchelys ratmanovi Andriashev, 1955
118. Lycenchelys remissaria Fedorov, 1995
119. Lycenchelys rosea Toyoshima, 1985
120. Lycenchelys ryukyuensis Shinohara & Anderson, 2007
121. Lycenchelys sarsii (Collett, 1871)
122. Lycenchelys scaurus (Garman, 1899)
123. Lycenchelys squamosa Toyoshima, 1983
124. Lycenchelys tohokuensis Anderson & Imamura, 2002
125. Lycenchelys tristichodon DeWitt & Hureau, 1979
126. Lycenchelys uschakovi Andriashev, 1958
127. Lycenchelys verrillii (Goode & Bean, 1877)
128. Lycenchelys vitiazi Andriashev, 1955
129. Lycenchelys volki Andriashev, 1955
130. Lycenchelys wilkesi Anderson, 1988
131. Lycenchelys xanthoptera Anderson, 1991
132. Lycodapus antarcticus Tomo, 1982
133. Lycodapus australis Norman, 1937
134. Lycodapus derjugini Andriashev, 1935
135. Lycodapus dermatinus Gilbert, 1896
136. Lycodapus endemoscotus Peden & Anderson, 1978
137. Lycodapus fierasfer Gilbert, 1890
138. Lycodapus leptus Peden & Anderson, 1981
139. Lycodapus mandibularis Gilbert, 1915
140. Lycodapus microchir Schmidt, 1950
141. Lycodapus pachysoma Peden & Anderson, 1978
142. Lycodapus parviceps Gilbert, 1896
143. Lycodapus poecilus Peden & Anderson, 1981
144. Lycodapus psarostomatus Peden & Anderson, 1981
145. Lycodes adolfi Nielsen & Fosså, 1993
146. Lycodes akuugun Stevenson & Orr, 2006
147. Lycodes albolineatus Andriashev, 1955
148. Lycodes albonotatus (Taranetz & Andriashev, 1934)
149. Lycodes bathybius Schmidt, 1950
150. Lycodes beringi Andriashev, 1935
151. Lycodes brevipes Bean, 1890
152. Lycodes brunneofasciatus Suvorov, 1935
153. Lycodes caudimaculatus Matsubara, 1936
154. Lycodes concolor Gill & Townsend, 1897
155. Lycodes cortezianus (Gilbert, 1890)
156. Lycodes diapterus Gilbert, 1892
157. Lycodes esmarkii Collett, 1875
158. Lycodes eudipleurostictus Jensen, 1902
159. Lycodes fasciatus (Schmidt, 1904)
160. Lycodes frigidus Collett, 1879
161. Lycodes fulvus Toyoshima, 1985
162. Lycodes gracilis Sars, 1867
163. Lycodes heinemanni Soldatov, 1916
164. Lycodes hubbsi Matsubara, 1955
165. Lycodes japonicus Matsubara & Iwai, 1951
166. Lycodes jenseni Taranetz & Andriashev, 1935
167. Lycodes jugoricus Knipowitsch, 1906
168. Lycodes lavalaei Vladykov & Tremblay, 1936
169. Lycodes luetkenii Collett, 1880
170. Lycodes macrochir Schmidt, 1937
171. Lycodes macrolepis Taranetz & Andriashev, 1935
172. Lycodes marisalbi Knipowitsch, 1906
173. Lycodes matsubarai Toyoshima, 1985
174. Lycodes mcallisteri Møller, 2001
175. Lycodes microlepidotus Schmidt, 1950
176. Lycodes microporus Toyoshima, 1983
177. Lycodes mucosus Richardson, 1855
178. Lycodes nakamurae (Tanaka, 1914)
179. Lycodes nishimurai Shinohara & Shirai, 2005
180. Lycodes obscurus Toyoshima, 1985
181. Lycodes ocellatus Toyoshima, 1985
182. Lycodes paamiuti Møller, 2001
183. Lycodes pacificus Collett, 1879
184. Lycodes palearis Gilbert, 1896
185. Lycodes pallidus Collett, 1879
186. Lycodes paucilepidotus Toyoshima, 1985
187. Lycodes pectoralis Toyoshima, 1985
188. Lycodes polaris (Sabine, 1824)
189. Lycodes raridens Taranetz & Andriashev, 1937
190. Lycodes reticulatus Reinhardt, 1835
191. Lycodes rossi Malmgren, 1865
192. Lycodes sadoensis Toyoshima & Honma, 1980
193. Lycodes sagittarius McAllister, 1976
194. Lycodes schmidti 	Gratzianov, 1907
195. Lycodes semenovi Popov, 1931
196. Lycodes seminudus Reinhardt, 1837
197. Lycodes sigmatoides Lindberg & Krasyukova, 1975
198. Lycodes soldatovi Taranetz & Andriashev, 1935
199. Lycodes squamiventer Jensen, 1904
200. Lycodes tanakae Jordan & Thompson, 1914
201. Lycodes teraoi Katayama, 1943
202. Lycodes terraenovae Collett, 1896
203. Lycodes toyamensis (Katayama, 1941)
204. Lycodes turneri Bean, 1879
205. Lycodes uschakovi Popov, 1931
206. Lycodes vahlii Reinhardt, 1831
207. Lycodes yamatoi Toyoshima, 1985
208. Lycodes ygreknotatus Schmidt, 1950
209. Lycodichthys antarcticus Pappenheim, 1911
210. Lycodichthys dearborni (DeWitt, 1962)
211. Lycodonus flagellicauda (Jensen, 1902)
212. Lycodonus malvinensis Gosztonyi, 1981
213. Lycodonus mirabilis Goode & Bean, 1883
214. Lycodonus vermiformis Barnard, 1927
215. Lycogrammoides schmidti Soldatov & Lindberg, 1928
216. Lyconema barbatum Gilbert, 1896
217. Lycozoarces regani Popov, 1933
218. Magadanichthys skopetsi (Shinohara, Nazarkin & Chereshnev, 2004)
219. Maynea puncta (Jenyns, 1842)
220. Melanostigma atlanticum Koefoed, 1952
221. Melanostigma bathium Bussing, 1965
222. Melanostigma gelatinosum Günther, 1881
223. Melanostigma inexpectatum Parin, 1977
224. Melanostigma orientale Tominaga, 1971
225. Melanostigma pammelas Gilbert, 1896
226. Melanostigma vitiazi Parin, 1980
227. Nalbantichthys elongatus Schultz, 1967
228. Neozoarces pulcher Steindachner, 1881
229. Neozoarces steindachneri Jordan & Snyder, 1902
230. Notolycodes schmidti Gosztonyi, 1977
231. Oidiphorus brevis (Norman, 1937)
232. Oidiphorus mcallisteri Anderson, 1988
233. Opaeophacus acrogeneius Bond & Stein, 1984
234. Ophthalmolycus amberensis (Tomo, Marschoff & Torno, 1977)
235. Ophthalmolycus andersoni Matallanas, 2009
236. Ophthalmolycus bothriocephalus (Pappenheim, 1912)
237. Ophthalmolycus campbellensis Andriashev & Fedorov, 1986
238. Ophthalmolycus chilensis Anderson, 1992
239. Ophthalmolycus conorhynchus (Garman, 1899)
240. Ophthalmolycus eastmani Matallanas, 2011
241. Ophthalmolycus macrops (Günther, 1880)
242. Ophthalmolycus polylepis Matallanas, 2011
243. Pachycara alepidotum Anderson & Mincarone, 2006
244. Pachycara andersoni Møller, 2003
245. Pachycara arabica Møller, 2003
246. Pachycara brachycephalum (Pappenheim, 1912)
247. Pachycara bulbiceps (Garman, 1899)
248. Pachycara cousinsi Møller & King, 2007
249. Pachycara crassiceps (Roule, 1916)
250. Pachycara crossacanthum Anderson, 1989
251. Pachycara dolichaulus Anderson, 2006
252. Pachycara garricki Anderson, 1990
253. Pachycara goni Anderson, 1991
254. Pachycara gymninium Anderson & Peden, 1988
255. Pachycara karenae Anderson, 2012
256. Pachycara lepinium Anderson & Peden, 1988
257. Pachycara mesoporum Anderson, 1989
258. Pachycara microcephalum (Jensen, 1902)
259. Pachycara nazca Anderson & Bluhm, 1997
260. Pachycara pammelas Anderson, 1989
261. Pachycara priedei Møller & King, 2007
262. Pachycara rimae Anderson, 1989
263. Pachycara saldanhai Biscoito & Almeida, 2004
264. Pachycara shcherbachevi Anderson, 1989
265. Pachycara sulaki Anderson, 1989
266. Pachycara suspectum (Garman, 1899)
267. Pachycara thermophilum Geistdoerfer, 1994
268. Patagolycus melastomus Matallanas & Corbella, 2012
269. Phucocoetes latitans Jenyns, 1842
270. Piedrabuenia ringueleti Gosztonyi, 1977
271. Plesienchelys stehmanni (Gosztonyi, 1977)
272. Pogonolycus elegans Norman, 1937
273. Pogonolycus marinae (Lloris, 1988)
274. Puzanovia rubra Fedorov, 1975
275. Puzanovia virgata Fedorov, 1982
276. Pyrolycus manusanus Machida & Hashimoto, 2002
277. Pyrolycus moelleri Anderson, 2006
278. Santelmoa antarctica Matallanas, Corbella & Møller, 2012
279. Santelmoa carmenae Matallanas, 2010
280. Santelmoa elvirae Matallanas, 2011
281. Santelmoa fusca Matallanas, Corbella & Møller, 2012
282. Seleniolycus laevifasciatus (Torno, Tomo & Marschoff, 1977)
283. Seleniolycus pectoralis Møller & Stewart, 2006
284. Seleniolycus robertsi Møller & Stewart, 2006
285. Taranetzella lyoderma Andriashev, 1952
286. Thermarces andersoni Rosenblatt & Cohen, 1986
287. Thermarces cerberus Rosenblatt & Cohen, 1986
288. Thermarces pelophilum Geistdoerfer, 1999
289. Zoarces americanus (Bloch & Schneider, 1801)
290. Zoarces andriashevi Parin, Grigoryev & Karmovskaya, 2005
291. Zoarces elongatus Kner, 1868
292. Zoarces fedorovi Chereshnev, Nazarkin & Chegodaeva, 2007
293. Zoarces gillii Jordan & Starks, 1905
294. Zoarces viviparus (Linnaeus, 1758)
295. Zoarchias glaber 	Tanaka, 1908
296. Zoarchias hosoyai Kimura & Sato, 2007
297. Zoarchias macrocephalus Kimura & Sato, 2007
298. Zoarchias major Tomiyama, 1972
299. Zoarchias microstomus Kimura & Jiang, 1995
300. Zoarchias neglectus Tanaka, 1908
301. Zoarchias uchidai Matsubara, 1932
302. Zoarchias veneficus Jordan & Snyder, 1902